# Great Wall Safe
Der Great Wall Safe (chinesisch 长城赛佛 oder 长城赛弗, Pinyin Chángchéng Sàifó oder Chángchéng Sàifú) ist ein SUV des chinesischen Autoherstellers Great Wall Motor. Der Fünfsitzer wurde zwischen 2002 und 2009 hergestellt und basiert auf dem Toyota 4Runner sowie dem Great Wall Hover. Ähnliche Modelle sind der Nissan Pathfinder, SsangYong Kyron und der Suzuki Grand Vitara. Der Great Wall Safe wurde ausschließlich in Asien und Osteuropa verkauft.   

## Technik
Der 2,2-Liter Reihen-Vierzylinder Saugmotor in Front-Längseinbau und das Fünfgang-Schaltgetriebe des Safe ermöglichen Geschwindigkeiten von bis zu 140 km/h. Er verfügt außerdem über eine Einzelradaufhängung mit Drehstabfederung vorn und eine Starrachse mit Schraubenfedern hinten und war sowohl mit Hinterradantrieb als auch mit Allradantrieb erhältlich.

## Bilder

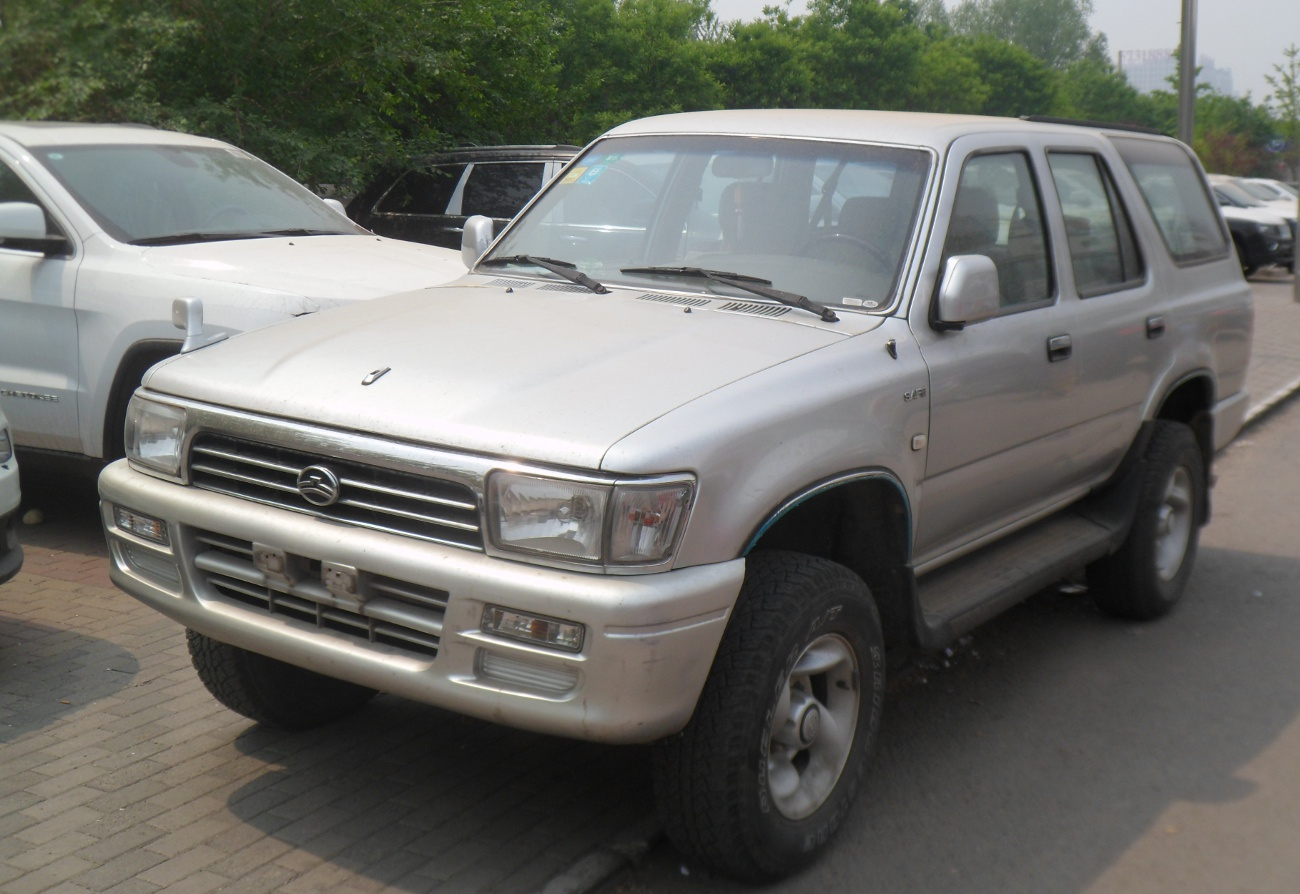
Frontansicht
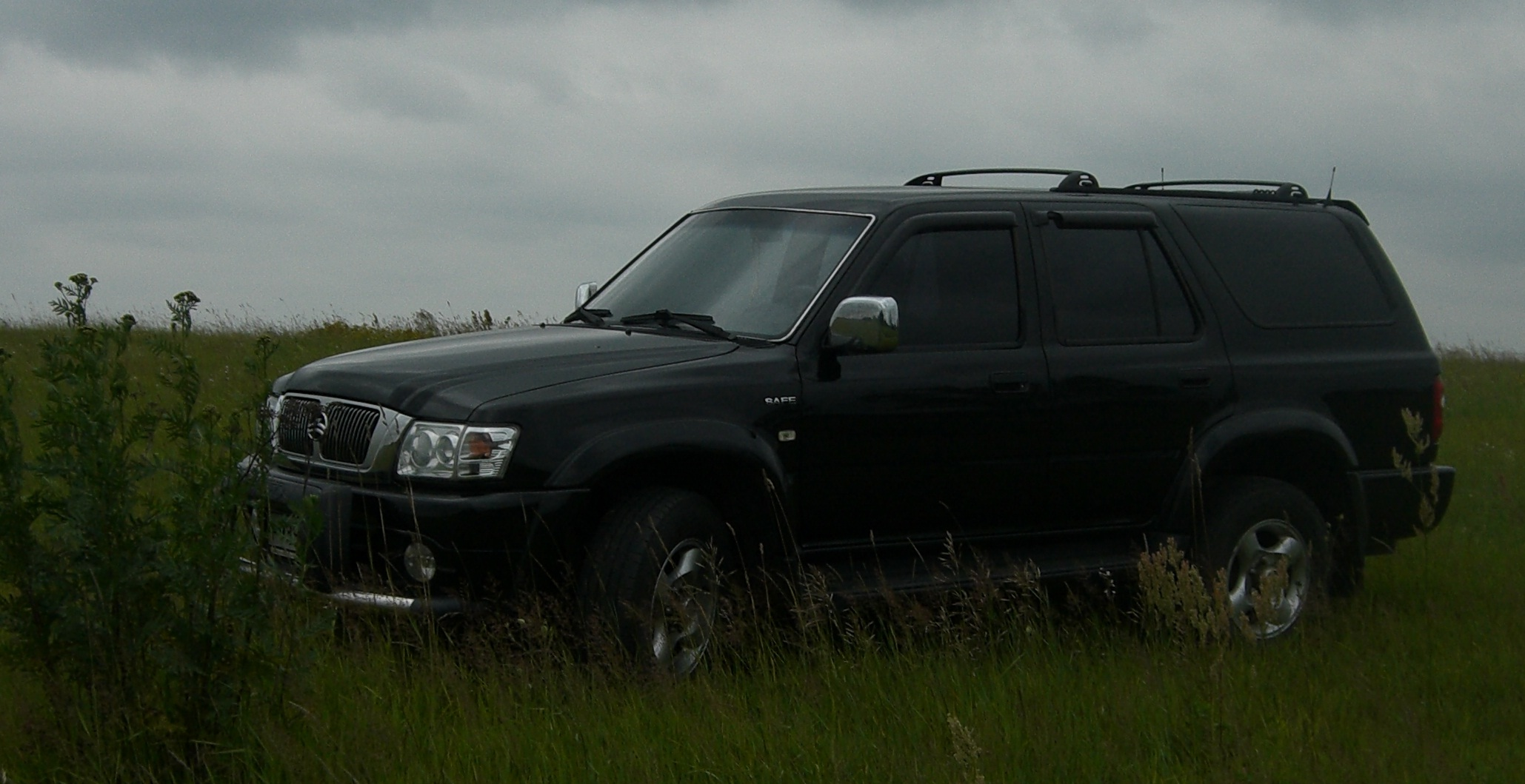
Seitenansicht
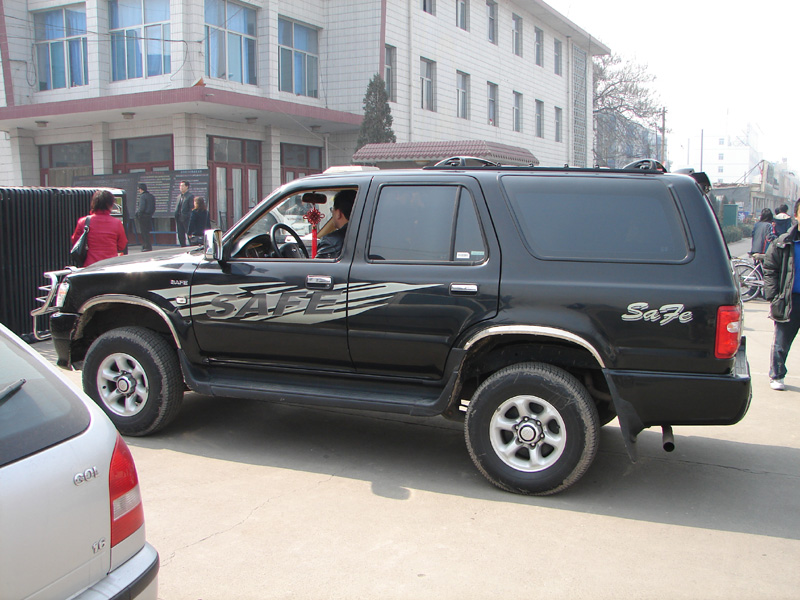
Seitenansicht
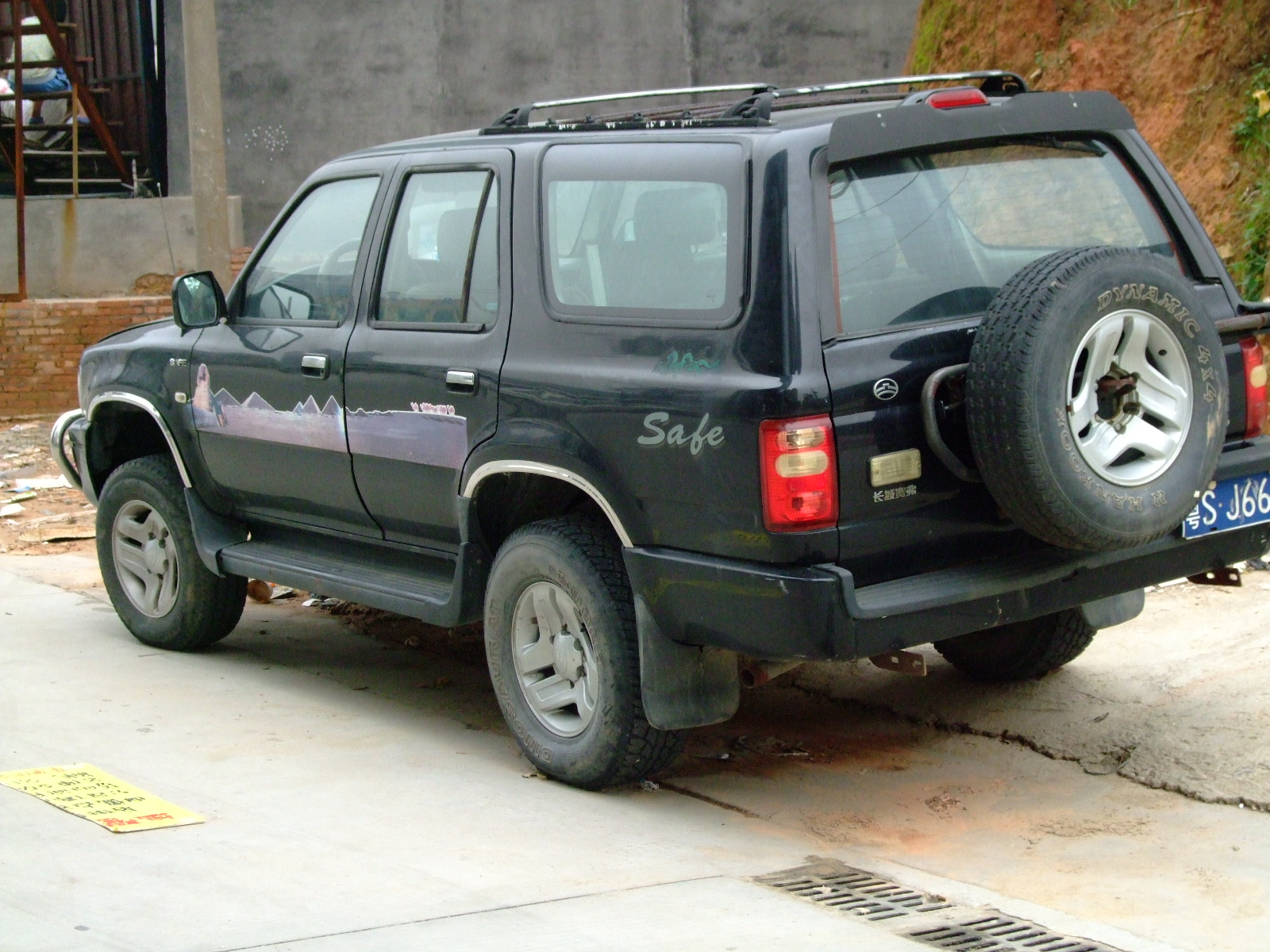
Heckansicht
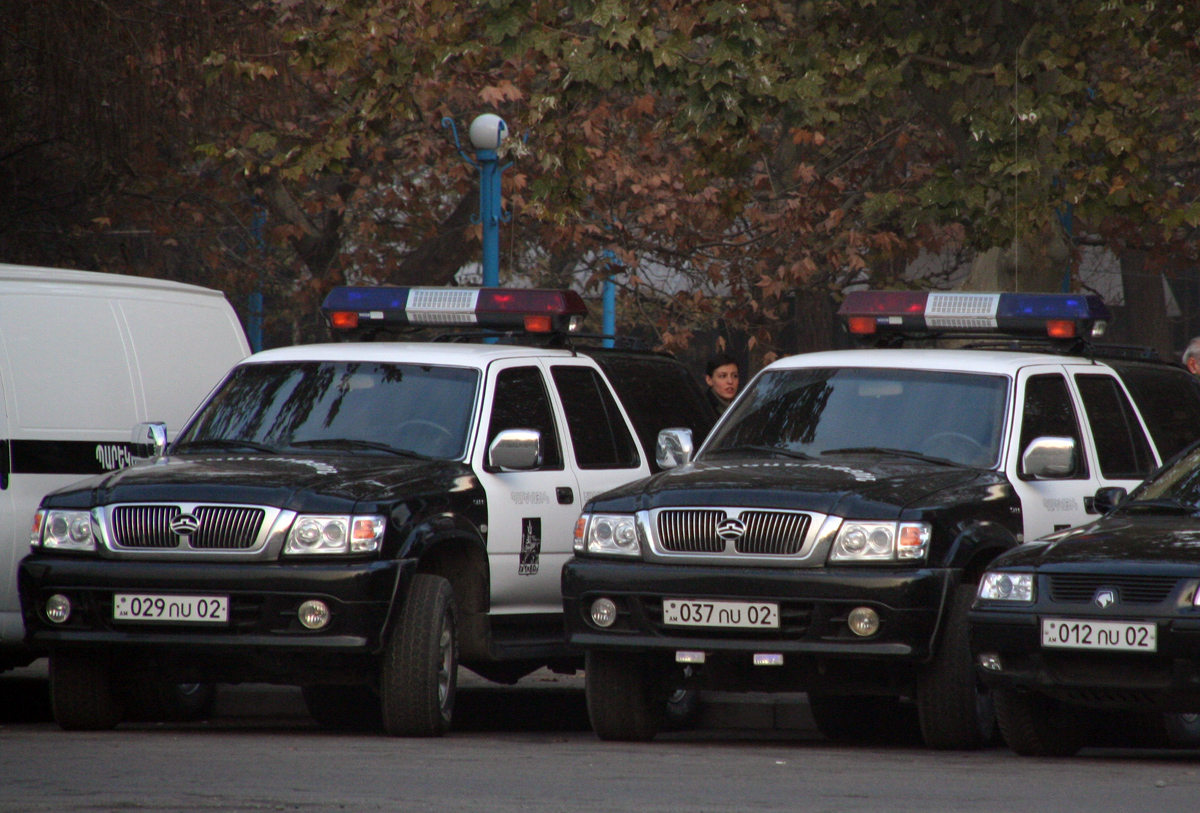
Als Polizeifahrzeug
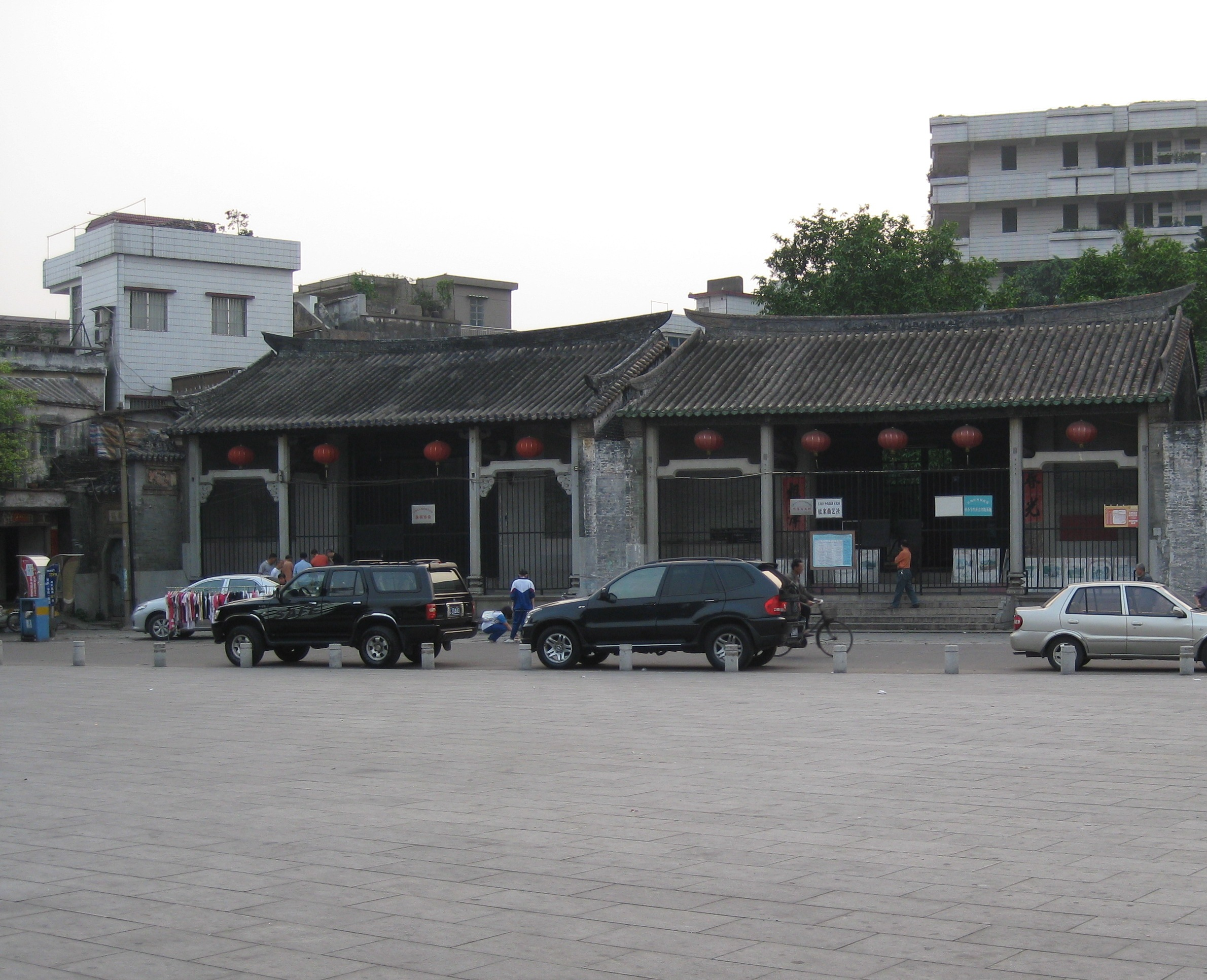
Vor Tempel